# Льянсана, Энрик
Энрик Льянсана Бёсе (исп. Enric Llansana Beuse; род. 12 апреля 2001, Камбрильс) — нидерландский футболист, полузащитник бельгийского клуба «Андерлехт».

## Клубная карьера
Льянсана — воспитанник клуба «Аякс». 25 марта 2019 года в матче против «Йонг Утрехт» он дебютировал за «Йонг Аякс» в Эрстедивизи. 14 марта 2021 года Энрик впервые попал в заявку основной команды «Аякса» на матч против ПЕК Зволле. В июне 2021 года продлил контракт с клубом до 2023 года.
22 июня 2022 года Льянсана стал игроком «Гоу Эхед Иглз» и подписал четырёхлетний контракт. 7 августа в матче против АЗ он дебютировал в Эредивизи. В дебютном сезоне сыграл 21 матч в чемпионате. 19 августа 2023 года в матче против «Волендама» он забил дебютный гол за «иглз».
1 июля 2025 года перешёл в бельгийский «Андерлехт», подписав четырёхлетний контракт до середины 2029 года.

## Личная жизнь
Родился в городе Таррагона, Испания. Отец — испанец, мать — нидерландка. Первые четыре года прожил в Каталонии, следующее четыре года — в Мадриде. В 8 лет Энрик после развода родителей переехал с матерью в Нидерланды. Своими кумирами считает Серхио Бускетса и Андреаса Иньеста.
В молодёжных командах «Аякса» и выступая за «Йонг Аякс» выступал на позиции центрального защитника, но после перехода в «Гоу Эхед Иглз» стал использоваться на позиции опорного полузащитника. Обладает хорошим пасом, агрессивен в отборе, неуступчив в позиционной борьбе.

## Достижения
«Гоу Эхед Иглз»
- Обладатель Кубка Нидерландов: 2024/25[нидерл.]

## Статистика выступлений
| Клуб             | Сезон            | Лига | Лига | Кубок | Кубок | Итого | Итого |
| Клуб             | Сезон            | Игры | Голы | Игры  | Голы  | Игры  | Голы  |
| ---------------- | ---------------- | ---- | ---- | ----- | ----- | ----- | ----- |
| Йонг Аякс        | 2018/19          | 1    | 0    | —     | —     | 1     | 0     |
| Йонг Аякс        | 2019/20          | 3    | 0    | —     | —     | 3     | 0     |
| Йонг Аякс        | 2020/21          | 33   | 3    | —     | —     | 33    | 3     |
| Йонг Аякс        | 2021/22          | 24   | 1    | —     | —     | 24    | 1     |
| Йонг Аякс        | Итого            | 61   | 4    | —     | —     | 61    | 4     |
| Гоу Эхед Иглз    | 2022/23          | 21   | 0    | 2     | 0     | 23    | 0     |
| Гоу Эхед Иглз    | 2023/24          | 27   | 2    | 3     | 0     | 30    | 2     |
| Гоу Эхед Иглз    | 2024/25          | 33   | 4    | 5     | 0     | 38    | 4     |
| Гоу Эхед Иглз    | Итого            | 81   | 6    | 9     | 0     | 91    | 6     |
| Всего за карьеру | Всего за карьеру | 142  | 10   | 10    | 0     | 152   | 10    |